# Pawliszcze
Pawliszcze [pronunciación en polaco: /paˈvliʂt͡ʂɛ/] es un asentamiento ubicado en el distrito administrativo de Gmina Lubycza Królewska, dentro del Condado de Tomaszów Lubelski, Voivodato de Lublin, en Polonia oriental, cercano a la frontera con Ucrania. Se encuentra aproximadamente a 15 kilómetros al sur de Tomaszów Lubelski y a 121 kilómetros al sureste de la capital regional Lublin.